# واکنش آکری–رزنهایم
واکنش آکری-رزنهایم(به انگلیسی: Acree-Rosenheim reaction) یک آزمون شیمیایی برای شناسایی تریپتوفان در پروتئین‌ها است. در این آزمون ابتدا محلوطی از پروتئین در فرمالدهید تهیه می‌شود. سپس محلول سولفوریک اسید غلیظ به مخلوط اضافه می‌شود تا تشکیل دو فاز جداگانه را بدهد. در صورت مشاهده حلقه‌ای ارغوانی رنگ بین دو فاز، نتیجه آزمون برای وجود تریپتوفان در پروتئین مثبت است.